# Cmentarz żydowski w Turce
Cmentarz żydowski w Turce – został założony w XIX wieku. Obecnie zachowało się około 100 nagrobków. Jest położony w północnej części miejscowości, na lewym brzegu strumienia, przy drodze prowadzącej do Jawory. Cmentarz jest porośnięty drzewami.